# Вилијам Алфред Фаулер
Вилијам Алфред Фаулер (енгл. William Alfred Fowler; Питсбург, 9. август 1911 — Пасадена, 14. март 1995) био је амерички нуклеарни физичар и астрофизичар, који је 1983. године, добио Нобелову награду за физику „за теоријска и експериментална учења о нуклеарним реакцијама од значаја за формирање хемијских елемената у свемиру”.